# Acusana tympana
Acusana tympana är en insektsart som beskrevs av Delong 1942. Acusana tympana ingår i släktet Acusana och familjen dvärgstritar. Inga underarter finns listade i Catalogue of Life.